# A cui e vina?
A cui e vina? este un film românesc documentar de scurtmetraj din 1965 regizat de Florica Holban. A fost produs de Studioul Alexandru Sahia și distribuit de Direcția Difuzării Filmelor.

## Prezentare
Este un film anchetă despre ce se întâmplă cu copiii după divorțul părinților.

## Primire
Dintre cele trei documentare laureate la Mamaia în 1965, Ana Maria Narti consideră „A cui e vina?” ca fiind cel mai viu, cel mai omenesc, în autenticitatea sa — adică și cel mai cinematografic, cel mai puternic ca documentar.
- 1965 - Mamaia - Premiul pentru cel mai bun reportaj
- 1965 - Leipzig - Premiul Federației Internaționale a Femeilor Democrate